# Earl of Buchan

Ursprüngliches Wappen des Earl of Buchan

Heutiges Wappen des Earl of Buchan

Earl of Buchan ist ein erblicher britischer Adelstitel, der viermal in der Peerage of Scotland geschaffen wurde. Ursprünglich geht der Titel auf den Mormaer of Buchan zurück, der Regent der mittelalterlichen schottischen Provinz Buchan war.

## Verleihungen
Über die nordschottischen Earldoms ist aus dem 12. Jahrhundert außer den im 12. Jahrhundert nachträglich eingefügten gälischen Notizen im Book of Deer nur wenig bekannt. Die Earls, die als Comes bezeichnet wurden, wurden umgangssprachlich auch als Mormaer bezeichnet. Zentrum des Earldoms Ellon am Fluss Ythan. Bis auf Colban ist über die ersten Earls fast nichts bekannt, doch offenbar konnten sie bis zum Ende des 12. Jahrhunderts den Titel übergangslos vererben. Die ersten Person, die als Earl (Mormaer) of Buchan bekannt ist, war Gartnait. Mögliche Vorgänger im frühen 12. Jahrhundert namens Cainneach und Gille-Michéil sind historisch nur unzureichend gesichert. Der Titel war in Ermangelung männlicher Nachkommen auch in weiblicher Linie erblich. Nach einer kurzen Verzögerung wurde Marjory, die Tochter von Fergus, 4. Earl of Buchan, mit William Comyn, dem Justiciar of Scotia verheiratet, so dass der erbliche Titel an die Familie Comyn fiel. Vor 1310 heiratete die Titelerbin Alicia Comyn den englischen Adligen Henry de Beaumont, 1. Baron Beaumont aus dem Haus Brienne. Als dieser in den Schottischen Unabhängigkeitskriegen auf englischer Seite gegen Schottland kämpfte wurden der Titel und die damit verbundenen Rechte und Ländereien von der schottischen Krone eingezogen. Obwohl Beaumont durch Writ of Summons vom 22. Januar 1334 das Recht wiedererlangte, als Earl of Buchan an Sitzungen des schottischen Parlaments teilzunehmen, durfte der Titel bei seinem Tod 1340 nicht mehr an seine Nachkommen vererbt werden, sondern erlosch.
Der Titel blieb in den Händen der Krone, bis König Robert II. ihn 1382 seinem vierten Sohn Sir Alexander Stewart, den „Wolf of Badenoch“ verlieh. Dabei wurde das mit dem Titel verbundene Territorium von Buchan jedoch so sehr verkleinert, dass ihm nicht mehr der Rang einer Provinz zukam. Mit dem Tod von Alexanders Neffen John, 3. Earl of Buchan fiel dessen Erbe an dessen Cousin, König Jakob I., so dass der Titel durch Verschmelzung mit der Krone erlosch.
1444 verlieh König Jakob I. das Earldom als „standesgemäßen Titel“ an seine Tochter Maria anlässlich ihrer Hochzeit mit Wolfhart VI. von Borsselen. Bei ihrem Tod am 20. März 1465 erlosch der Titel.
1469 wurde der Titel von König Jakob III. dem Halbbruder seines Vaters, Sir James Stewart, verliehen, zusammen mit dem nachgeordneten Titel Lord Auchterhouse. Die Titel sind in Ermangelung männlicher Nachkommen auch in weiblicher Linie erblich. Beim Tod des 8. Earls, 1695, fiel der Titel an dessen Verwandten David Erskine, 4. Lord Cardross, der bereits den 1610 geschaffenen und fortan nachgeordneten Titel Lord Cardross innehatte. Dieser wird seither anstelle des Titels Lord Achterhouse vom Titelerben (Heir apparent) des jeweiligen Earl als Höflichkeitstitel geführt. Beim Tod des 15. Earls, 1960, fiel der Titel an dessen Verwandten Donald Erskine, 7. Baron Erskine, der bereits den 1806 geschaffenen und fortan nachgeordneten Titel Baron Erskine innehatte. Letzterer Baronstitel gehörte zur Peerage of the United Kingdom und berechtigte den Earl im Gegensatz zu seinen schottischen Titeln bereits vor dem Peerage Act 1963 zu einem Sitz im britischen House of Lords. Der erbliche Anspruch auf einen Parlamentssitz wurde 1999 mit dem House of Lords Act abgeschafft. Aktuelle Titelinhaber ist seit 2022 Henry Erskine als 18. Earl.
Der Familiensitz des heutigen Earls ist Newnham House bei Hook in Hampshire.

## Liste der Earls of Buchan

### Frühe Mormaers/Earls of Buchan
- Gartnait, 1. Earl of Buchan († nach 1131)
- Éva, 2. Countess of Buchan (1174); ⚭ Colbán, iure uxoris Earl of Buchan (1174)
- Roger, 3. Earl of Buchan (1179)
- Fergus, 4. Earl of Buchan († vor 1214)
- Marjory, 5. Countess of Buchan († um 1243); ⚭ William Comyn († 1233), iure uxoris Earl of Buchan
- Alexander Comyn, 6. Earl of Buchan († 1289)
- John Comyn, 7. Earl of Buchan († 1308) (Titel verwirkt 1308)
  - Alicia Comyn († vor 1349); ⚭ Henry de Beaumont († 1340), iure uxoris 8. Earl of Buchan

### Earls of Buchan, zweite Verleihung (1382)
- Alexander Stewart, 1. Earl of Buchan († 1404)
- Robert Stewart, 1. Duke of Albany, 2. Earl of Buchan († 1420), übertrug die Earlswürde 1406 seinem Sohn
- John Stewart, 3. Earl of Buchan († 1424)

### Earls of Buchan, dritte Verleihung (1444)
- Maria Stewart, Countess of Buchan († 1465); ⚭ Wolfhart VI. von Borsselen († 1487), iure uxoris Earl of Buchan

### Earls of Buchan, vierte Verleihung (1469)
- James Stewart, 1. Earl of Buchan (1442–1487)
- Alexander Stewart, 2. Earl of Buchan († 1505)
- John Stewart, 3. Earl of Buchan (um 1497–1551)
- Christina Stewart, 4. Countess of Buchan († 1580)
- James Douglas, 5. Earl of Buchan († 1601)
- Mary Douglas, 6. Countess of Buchan († 1628); ⚭ James Erskine, 6. Earl of Buchan (* 1600; † 1640)
- James Erskine, 7. Earl of Buchan († 1664)
- William Erskine, 8. Earl of Buchan († 1695)
- David Erskine, 9. Earl of Buchan († 1745)
- Henry Erskine, 10. Earl of Buchan (1710–1767)
- David Erskine, 11. Earl of Buchan (1742–1829)
- Henry Erskine, 12. Earl of Buchan (1783–1857)
- David Erskine, 13. Earl of Buchan (1815–1898)
- Shipley Erskine, 14. Earl of Buchan (1850–1934)
- Ronald Erskine, 15. Earl of Buchan (1878–1960)
- Donald Erskine, 16. Earl of Buchan (1899–1984)
- Malcolm Erskine, 17. Earl of Buchan (1930–2022)
- Henry Erskine, 18. Earl of Buchan (* 1960)

Titelerbe ist der Sohn des jetzigen Earls, Alexander Erskine, Lord Cardross (* 1990).